# Route 257 (Québec)
Pour les articles homonymes, voir Route 257.
La route 257 (R-257) est une route régionale québécoise d'orientation nord / sud située sur la rive sud du fleuve Saint-Laurent. Elle dessert la région administrative de l'Estrie.

## Tracé
La route 257 débute à la frontière américaine, à Chartierville, comme la continuité de la US 3. Son extrémité nord est située à Saint-Adrien sur la route 216.

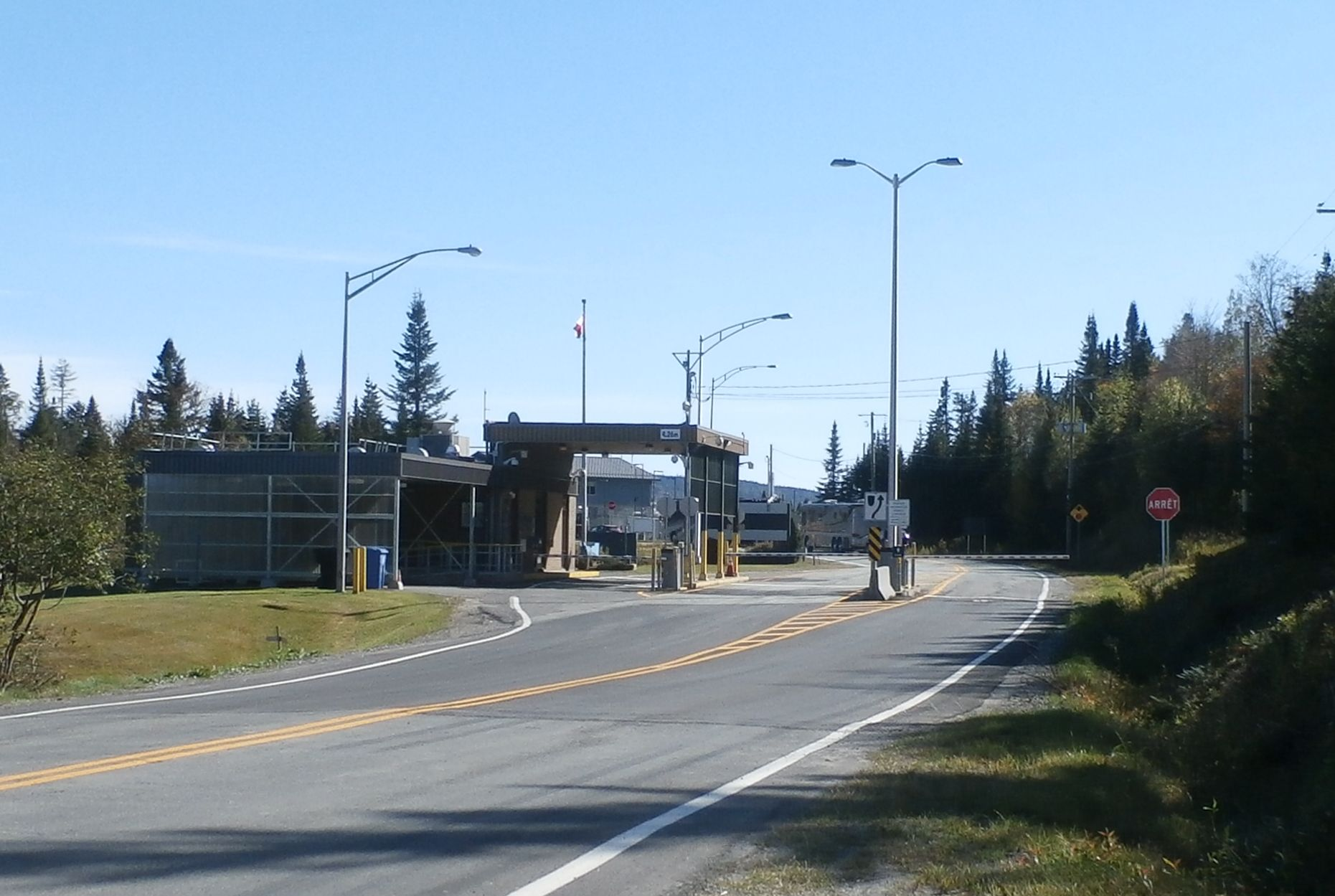
Extrémité sud de la route 257 au poste frontalier de Chartierville.
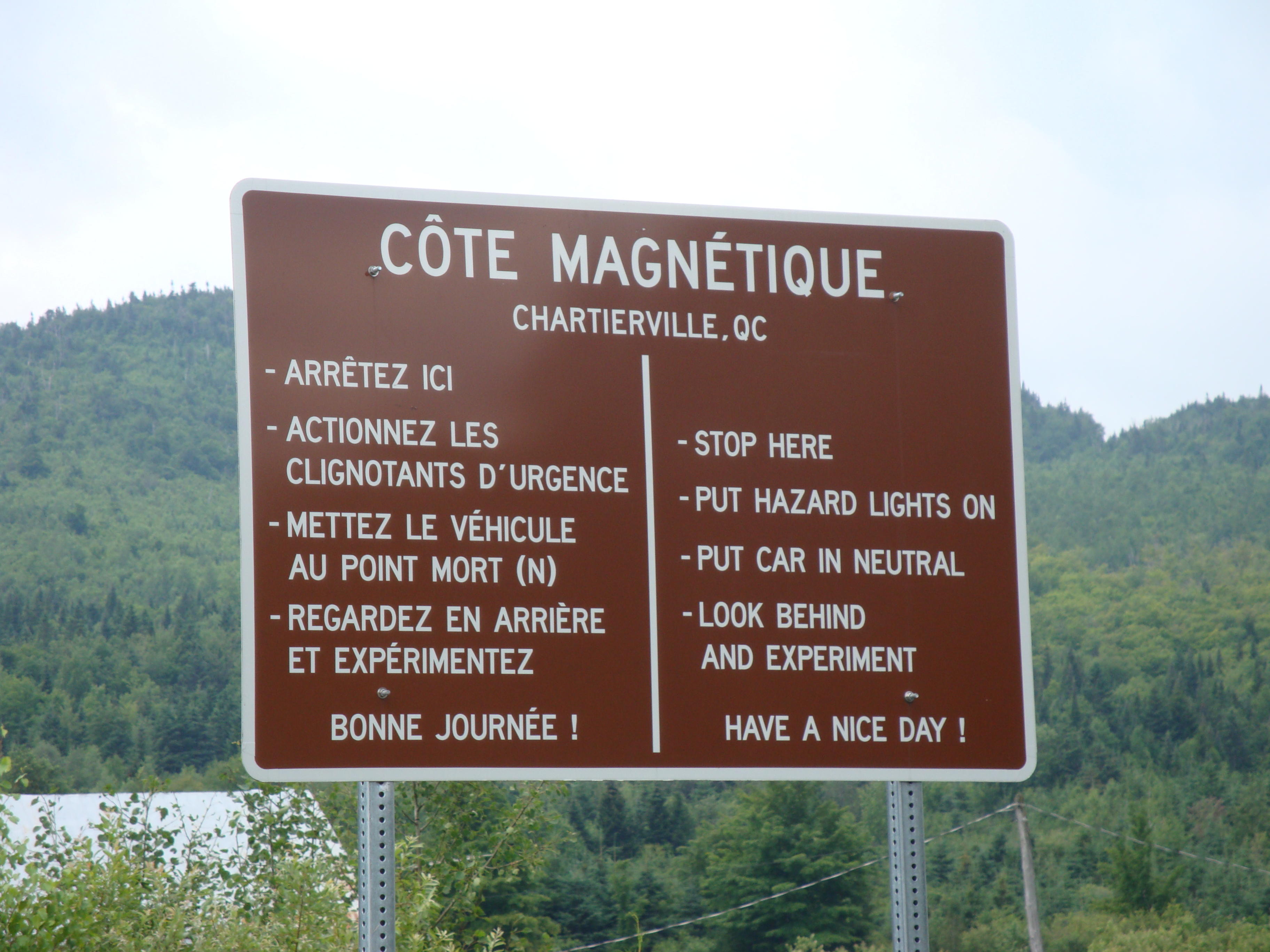
À Chartierville, un panneau annonçant une côte magnétique.
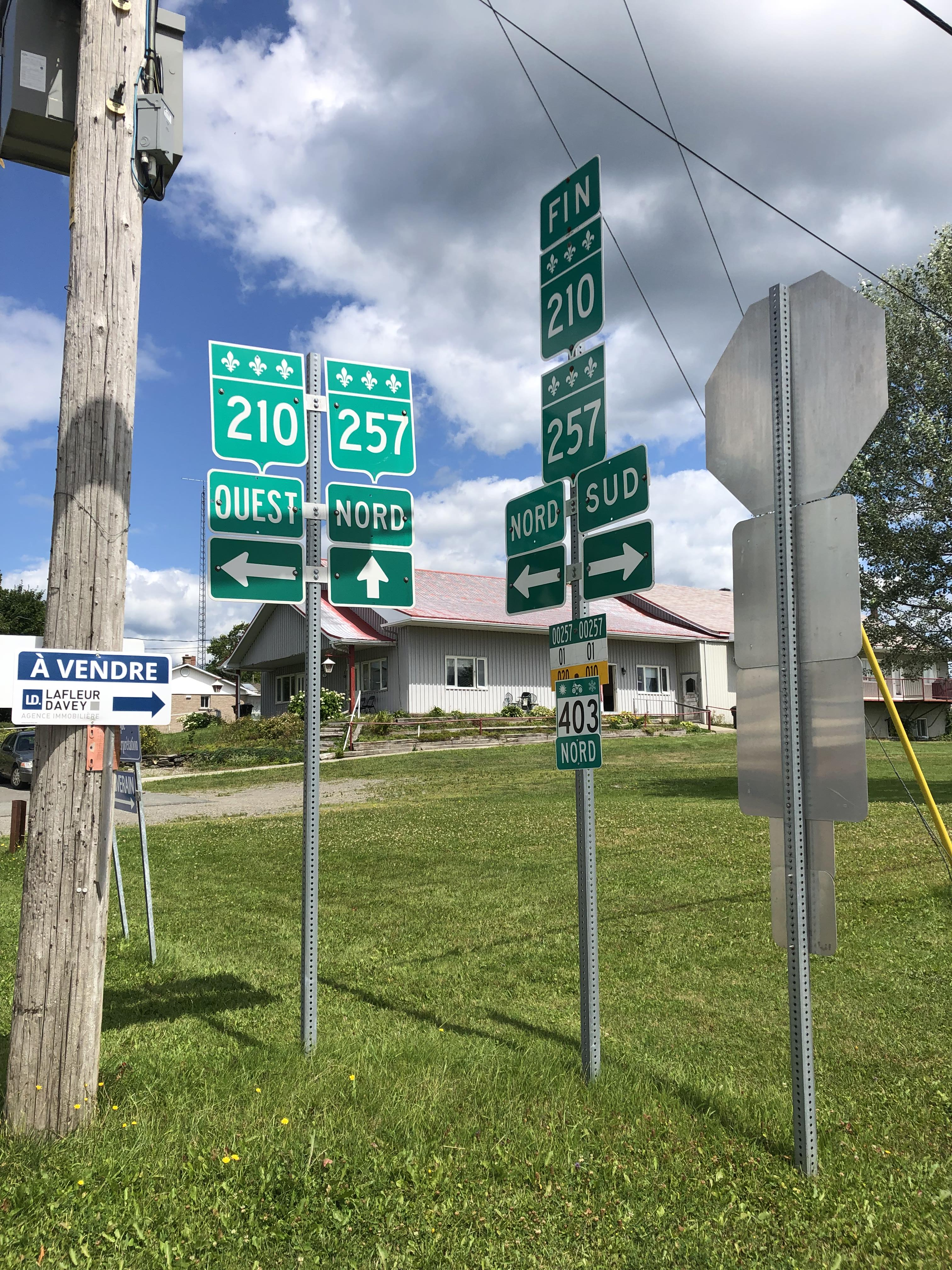
Jonction des routes 210 et 257 à Chartierville.
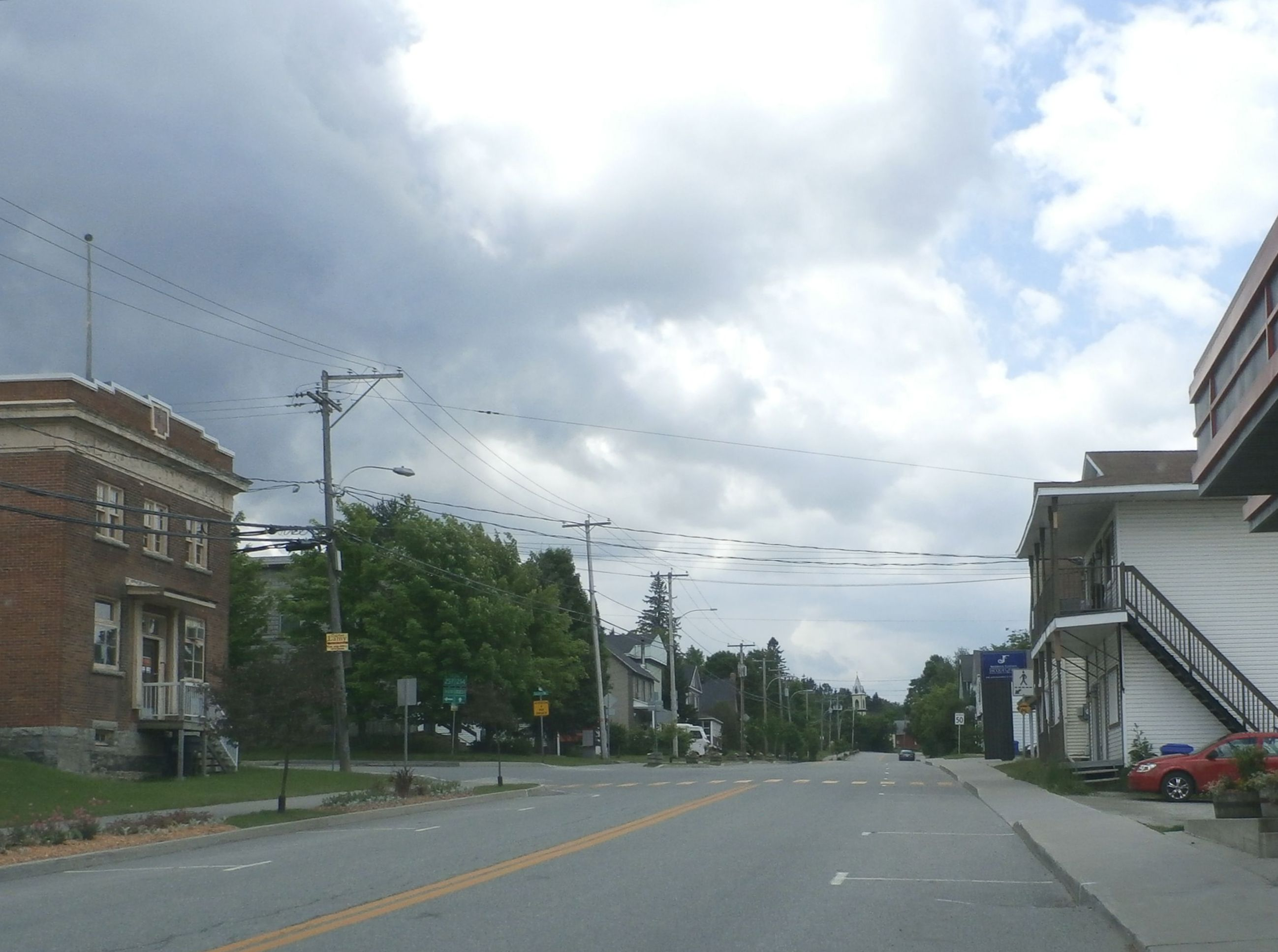
Routes 214 et 257 à Scotstown.
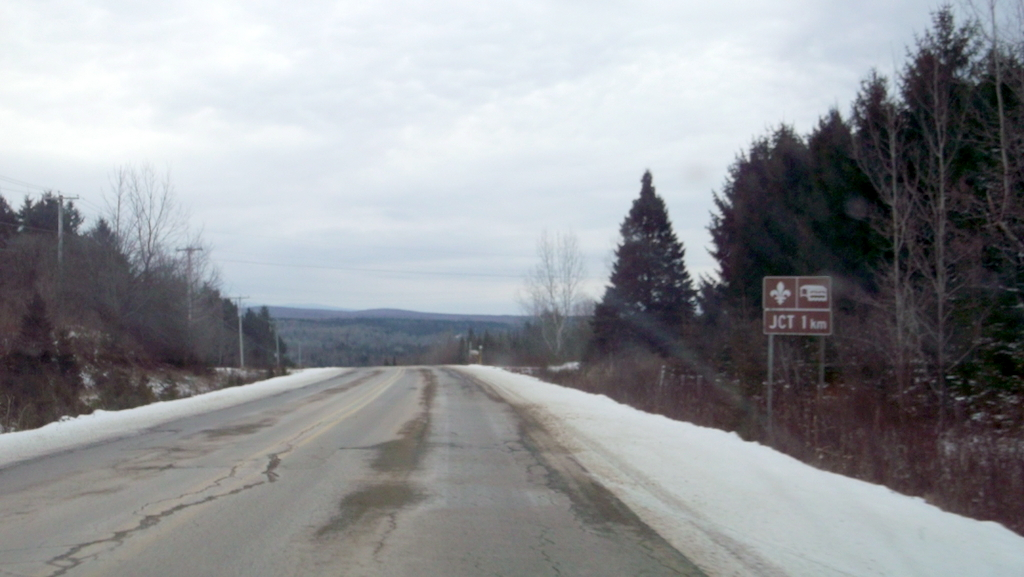
La route 257 à Lingwick.
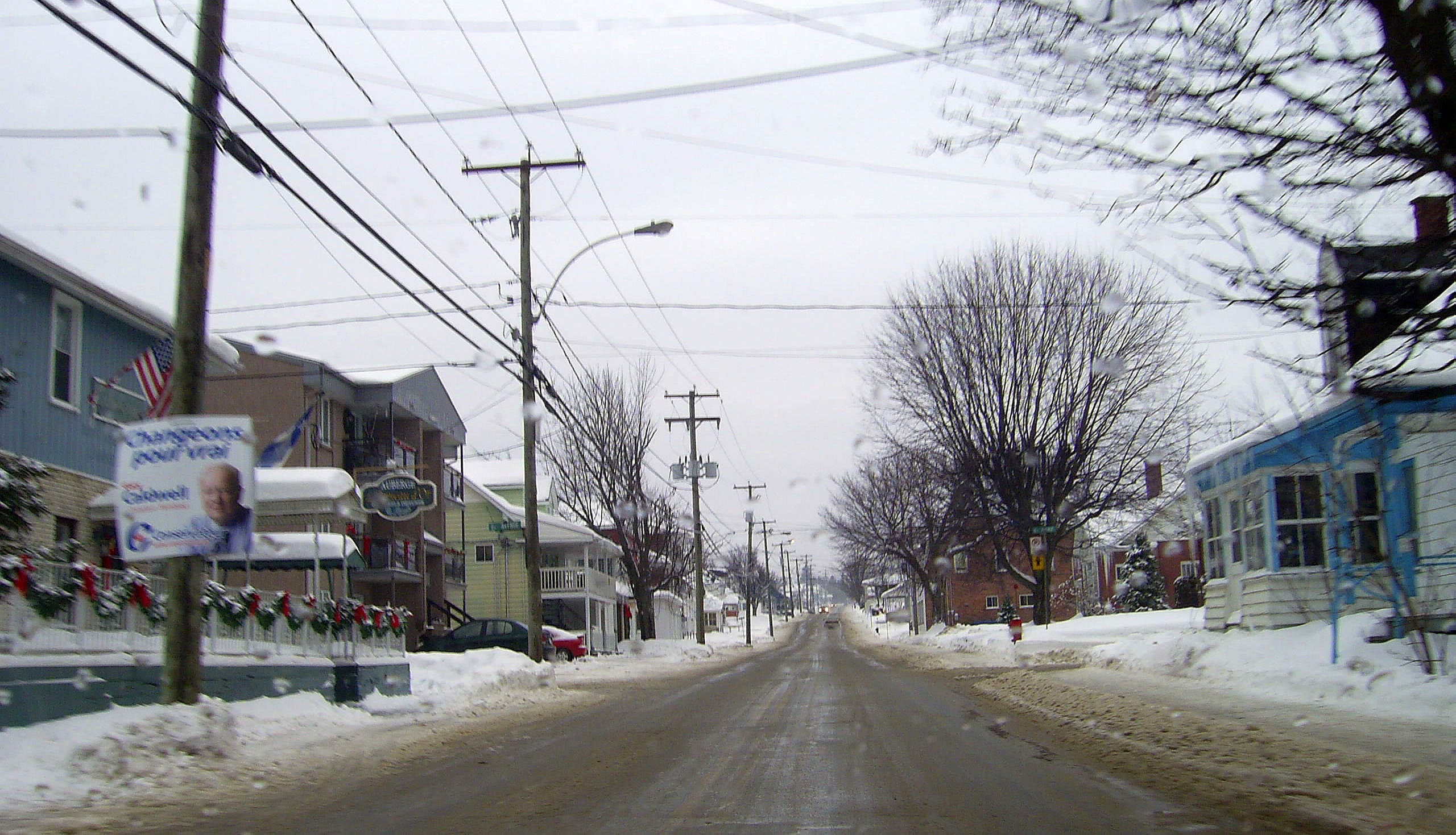
La rue Saint-Janvier, à Weedon.
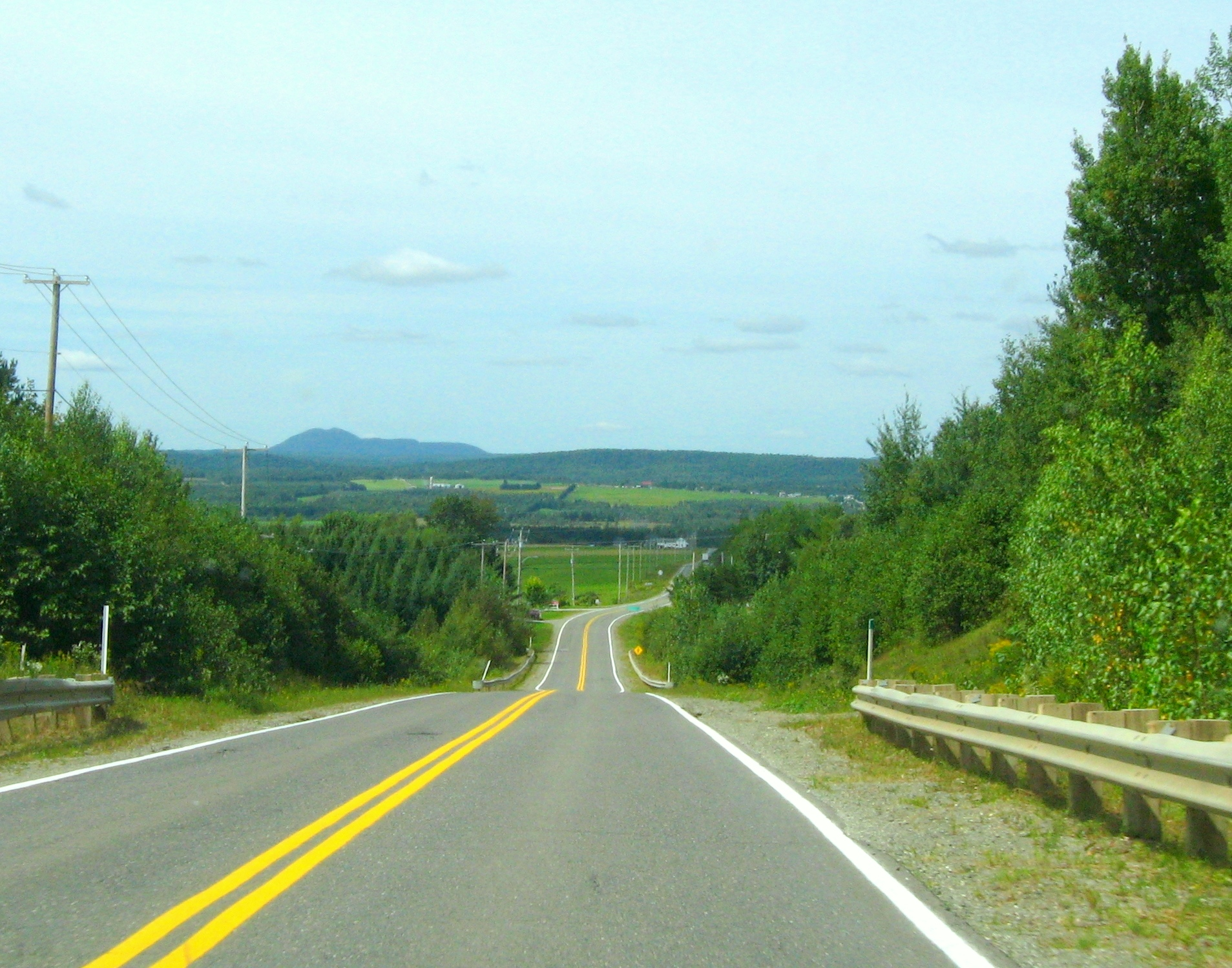
La route 257 près du mont Ham.

## Frontière internationale
À son extrémité sud, à Chartierville, la route 257 relie le Québec au New Hampshire, aux États-Unis. À la frontière, la route 257 devient la (US 3). La route entre aux États-Unis dans la municipalité de Pittsburg, faisant partie du comté de Coös. Le poste frontalier est ouvert tous les jours, de 8 h à minuit.
Ce poste frontalier est le seul lien routier direct entre le Québec et le New Hampshire.

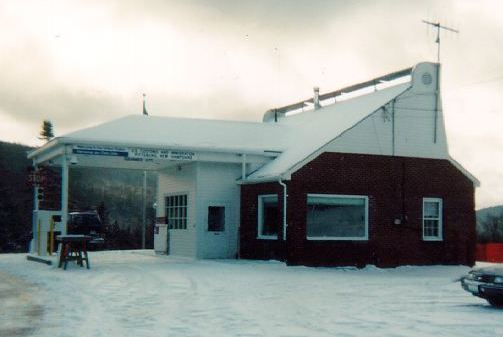
Le poste frontalier de Pittsburg, près de l'extrémité sud de la route 257.

## Localités traversées (du sud au nord)
Liste des municipalités dont le territoire est traversé par la route 257, regroupées par municipalité régionale de comté.

### Estrie
Le Haut-Saint-François
- Chartierville
- La Patrie
- Hampden
- Scotstown
- Lingwick
- Weedon

Les Sources
- Ham-Sud
- Saint-Adrien

## Intersections majeures
| MRC                                           | Municipalité  | km    | Destinations                                              | Notes |
| --------------------------------------------- | ------------- | ----- | --------------------------------------------------------- | --- |
| Le Haut-Saint-François                        | Chartierville | 0,00  | US 3 sud – Pittsburg                                      | Continue au New Hampshire                                                                                                   |
| Le Haut-Saint-François                        | Chartierville | 0,00  | Frontière canado-américaine                               | |
| Le Haut-Saint-François                        | Chartierville | 4,80  | R-210 ouest – Saint-Mathias-de-Bonneterre                 | Terminus est de la R-210 |
| Le Haut-Saint-François                        | La Patrie     | 18,40 | R-212 – Notre-Dame-des-Bois, Cookshire                    | |
| Le Haut-Saint-François                        | Scotstown     | 32,50 | R-214 ouest – Bury                                        | Terminus sud du multiplex avec la R-214                                                                                     |
| Le Haut-Saint-François                        | Scotstown     | 32,90 | R-214 est – Nantes, Lac-Mégantic, Milan                   | Terminus nord du multiplex avec la R-214; Nantes et Lac-Mégantic indiqués en direction nord, Milan indiqué en direction sud |
| Le Haut-Saint-François                        | Lingwick      | 44,40 | R-108 – Sherbrooke, Lac-Mégantic, Bury, Sainte-Marguerite | Sherbrooke et Lac-Mégantic indiqués en direction sud, Bury et Sainte-Marguerite indiqués en direction nord                  |
| Le Haut-Saint-François                        | Weedon        | 59,10 | R-112 ouest – Sherbrooke                                  | Terminus sud du multiplex avec la R-112                                                                                     |
| Le Haut-Saint-François                        | Weedon        | 60,10 | R-112 est – Thetford Mines, Lac-Mégantic                  | Terminus nord du multiplex avec la R-112; Lac-Mégantic indiqué en direction nord seulement                                  |
| Les Sources                                   | Saint-Adrien  | 85,10 | R-216 – Ham-Nord, Wotton                                  | |
| - Terminus de multiplex - Transition de route |               |       |                                                           | |